# 台湾総督府鉄道50形蒸気機関車

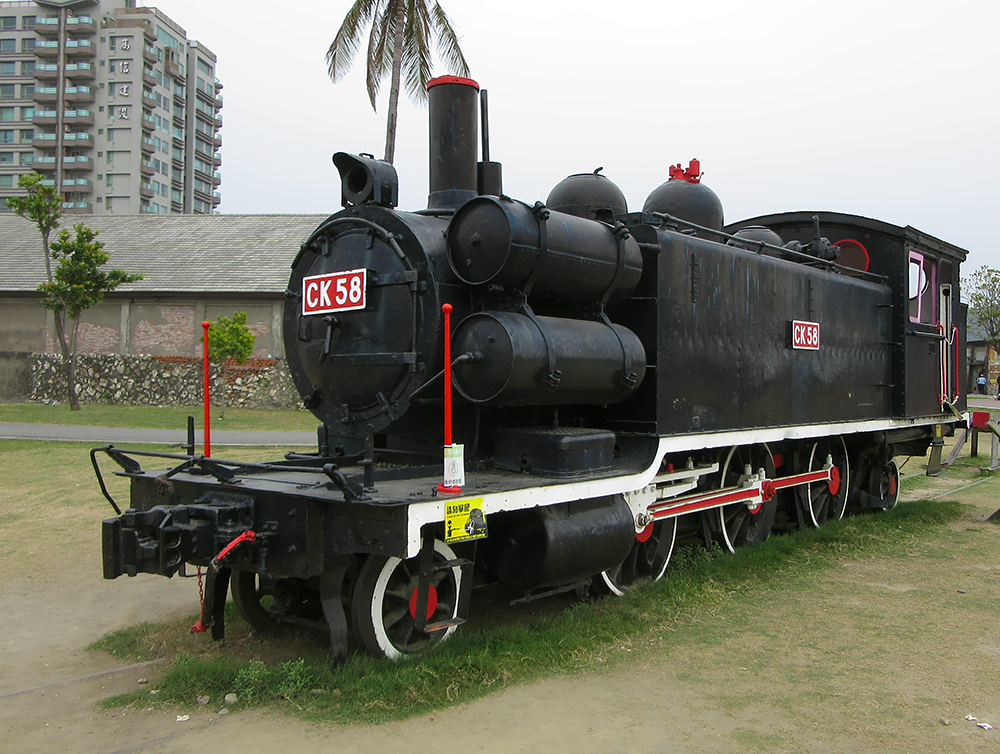
高雄市の高雄港駅にCK58が静態保存されている

50形は、日本統治時代の台湾総督府鉄道が導入し、太平洋戦争後は台湾鉄路管理局が使用した、2気筒単式で飽和式のタンク式蒸気機関車である。台湾鉄路管理局ではCK50型と称し、14両が製造された。

## 概要
1905年（明治38年）から北部線の輸送力増強用に汽車製造で製造された、車軸配置2-6-2(1C1)の51t級タンク機関車である。製造の状況は次のとおりである。
- 1905年度（2両）
  - 50, 51（製造番号23, 24）
- 1907年度（2両）
  - 52, 53（製造番号42, 43）
- 1908年度（2両）
  - 54, 55（製造番号57, 58）
- 1912年度（8両）
  - 56 - 63（製造番号91 - 98）

1905年製の2両（50, 51）は、当初運転台の背部に水槽が設けられておらず炭庫のみで、1907年（明治40年）以降製は水槽が設けられていたため、52形と形式が区分されていたが、1934年（昭和9年）に後部を拡大して炭庫と一体型の水槽を増設し、運転台周りも52形と同じに改造したため、52形も一括して（新）50形とされた。1937年（昭和12年）の称号規程改正の際には、C35形（番号不変）と改称された。
原設計は、鉄道作業局神戸工場製のB7形（後の鉄道院3150形）で、その図面が汽車製造に渡り、一部をアレンジして台湾向けに製造したものと思われる。最初の2両に背部水槽が設けられなかったのは、重量軽減に配慮したものであろう。
1909年（明治42年）頃は、台北、苗栗、台中に配置され、1922年（大正11年）頃には基隆に8両、嘉義に6両であったが、400形や500形によって置き換えられ、1935年頃には基隆、台北、高雄で入換用とされていた。本線用だった頃は電気式の前照灯を設けていたが、1932年（昭和7年）に入換専用になった際に取り外された。
使い易さもあって、全車が太平洋戦争後まで残り、台湾鉄路管理局に引き継がれてCK50型（CK51 - CK64）となっている。
現在は、高雄市の高雄港駅にCK58が静態保存されている。

## 主要諸元
50形（改造前）の諸元を示す。
- 全長 : 11,024mm
- 全高 : 3,727mm
- 全幅 : 2,438mm
- 軌間 : 1,067mm
- 車軸配置 : 2-6-2(1C1)
- 動輪直径 : 1,245mm
- 弁装置：スチーブンソン式
- シリンダー（直径×行程） : 406mm×559mm
- ボイラー圧力 : 11.0kg/cm2
- 火格子面積 : 1.39m2
- 全伝熱面積 : 95.41m2
  - 煙管蒸発伝熱面積 : 87.14m2
  - 火室蒸発伝熱面積 : 8.27m2
- 小煙管（直径×長サ×数）：51mm×3,325mm×164本
- 機関車運転整備重量 : 48.77t
- 機関車空車重量 : 36.58t
- 機関車動輪上重量 : 35.56t（運転整備時）
- 機関車動輪軸重（最大） : 12.19t（第1・2動輪上）
- 水タンク容量：5.46m3
- 燃料積載量：1.10t